# Crocidophora lutusalis
Crocidophora lutusalis is een vlinder van de familie van de grasmotten (Crambidae). De wetenschappelijke naam van deze soort is voor het eerst voorgesteld door Pieter Snellen in een publicatie uit 1890.
De soort komt voor in India (Sikkim).